# Cascades Twin (Territori del Nord)
Les cascades Twin (en llengua aborigen australiana: Gungkurdul) és són unes cascades que pertanyen al riu Alligator, que cau per un cingle de l'Arnhem Land, dins del Parc Nacional Kakadu (Patrimoni Mundial de la UNESCO) al Territori del Nord d'Austràlia.
L'àrea de les cascades Twin està registrada a la llista del Patrimoni Nacional d'Austràlia.

## Localització i característiques
L'aigua cau des d'uns 158 metres d'altura a través d'una sèrie de graons que oscil·len entre els 44 i els 51 metres. Les cascades es troben a prop de la frontera oriental del parc nacional i a 80 km al sud de Jabiru. Les cascades són accessibles per un camí amb un vehicle tot terreny, a 60 km de la Kakadu Higway i a prop de les cascades Jim Jim.
Les cascades apareixen dins de les cent imatges seleccionades el 2012 per la revista Australian Traveller per promocionar Austràlia com a destinació turística.
Les instal·lacions adjacents a la cascada inclouen un aparcament, zona de pícnic, lavabos públics i una zona ombrejada.